# Леутари II
Леутари II (Левтарис II; лат. Leutharius, нем. Leuthari I.; умер не ранее 643) — герцог Алеманнии (не ранее 639 — не ранее 643).

## Биография
О происхождении и родственных связях Леутари II с предшествовавшими правителями Алеманнии сведений не сохранилось. На основании ономастических данных предполагается, что его дальним предком мог быть одноимённый алеманнский герцог, в середине VI века участвовавший в Готских войнах. Также не известна и дата получения Леутари II власти над землями алеманнов. Предыдущим известным правителем Алеманнии был Хродоберт, управлявший герцогством от имени королей франков в 630-е годы. Однако был ли Леутари II его непосредственным преемником в герцогской должности, точно не установлено.
Единственное упоминание о Леутари II находится в «Хронике» его современника Фредегара. По свидетельству этого автора, в 643 году Леутари II убил майордома Оттона, наставника ещё несовершеннолетнего короля Австразии Сигиберта III. Это убийство позволило овладеть должностью майордома Гримоальду Старшему из рода Пипинидов.